# 開放天空條約
《開放天空條約》是一部允許缔约成员国间进行非武装空中侦察的条约。该法要求成员彼此执行空中侦察前应提前72小時通知，被侦查方应予以方便，且侦察机和其搭载的侦查设备受限，仅为固定翼飞机，且仅能搭载光学相机、摄像机、红外线扫描装置、合成孔径雷达，而不能搭载收集、处理电磁波电子信号的设备等。该条约是冷战结束后建立的互信措施，以允许互相侦查的方式提升信任、稳定和可预见性，缓解地区紧张局势、降低军事冲突风险。
“相互空中观察”概念最早由美国总统德怀特·艾森豪威尔在1955年的日内瓦会议上向苏联总理尼古拉·布尔加宁提出，但苏联拒绝了该概念。1989年，在美国总统乔治·布什的推动下，经北约与华约成员国多方谈判，该条约得以于1992年3月24日在芬兰赫尔辛基签署，于2002年1月1日生效。
2020年11月22日，美国退出该条约。2021年1月15日，俄罗斯表示，伴随美国退出，其它成员国无法保证其收集到的信息不会与美国共享，俄最终于2021年12月退出该条约。目前，该条约有32个成员国。

## 成员国
《开放天空条约》现有的32个缔约成员国是白俄罗斯、比利时、波斯尼亚和黑塞哥维那、保加利亚、加拿大、克罗地亚、捷克共和国、丹麦（包括格陵兰岛）、爱沙尼亚、芬兰、法国、格鲁吉亚、德国、希腊、匈牙利、冰岛、意大利、拉脱维亚、立陶宛、卢森堡、荷兰、挪威、波兰、葡萄牙、罗马尼亚、斯洛伐克、斯洛文尼亚、西班牙、瑞典、土耳其、乌克兰和英国。吉尔吉斯斯坦签署了该条约，但尚未批准。加拿大和匈牙利同时也是条约的保存国，以表彰他们对开放天空进程的特殊贡献。保存国负责维护条约文件并提供行政支持。
该条约无限期有效，允许其它国家加入。尚未成为条约缔约国的后苏联国家可随时加入。其它国家的申请须经开放天空协商委员会（OSCC）协商一致决定。自2002年该条约生效以来，已有八个国家加入：波斯尼亚和黑塞哥维那、克罗地亚、爱沙尼亚、芬兰、拉脱维亚、立陶宛、斯洛文尼亚和瑞典。

## 开放天空咨询委员会
开放天空咨询委员会是条约的执行机构。它由条约缔约国的代表组成，每个月在歐洲安全與合作組織的维也纳总部举行会议。

## 概述

### 领土
条例适用于缔约国行使主权的领土，包括大陆、岛屿和领海。该条约规定，一个成员国的整个领土都是开放的。只有出于飞行安全的原因，而不是出于国家安全的原因才能限制观察飞行。

### 飞机

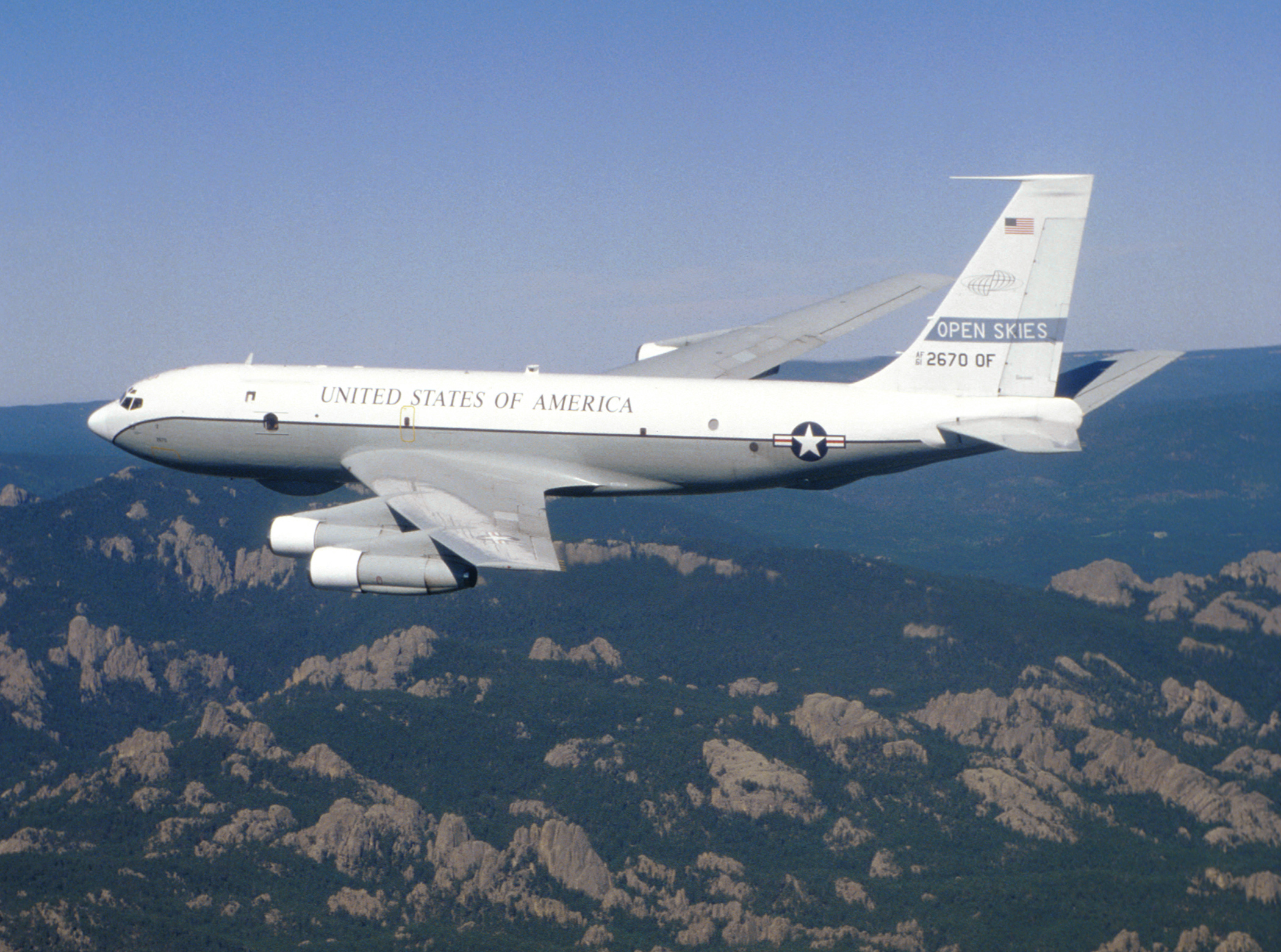
美国空军OC-135B侦察机

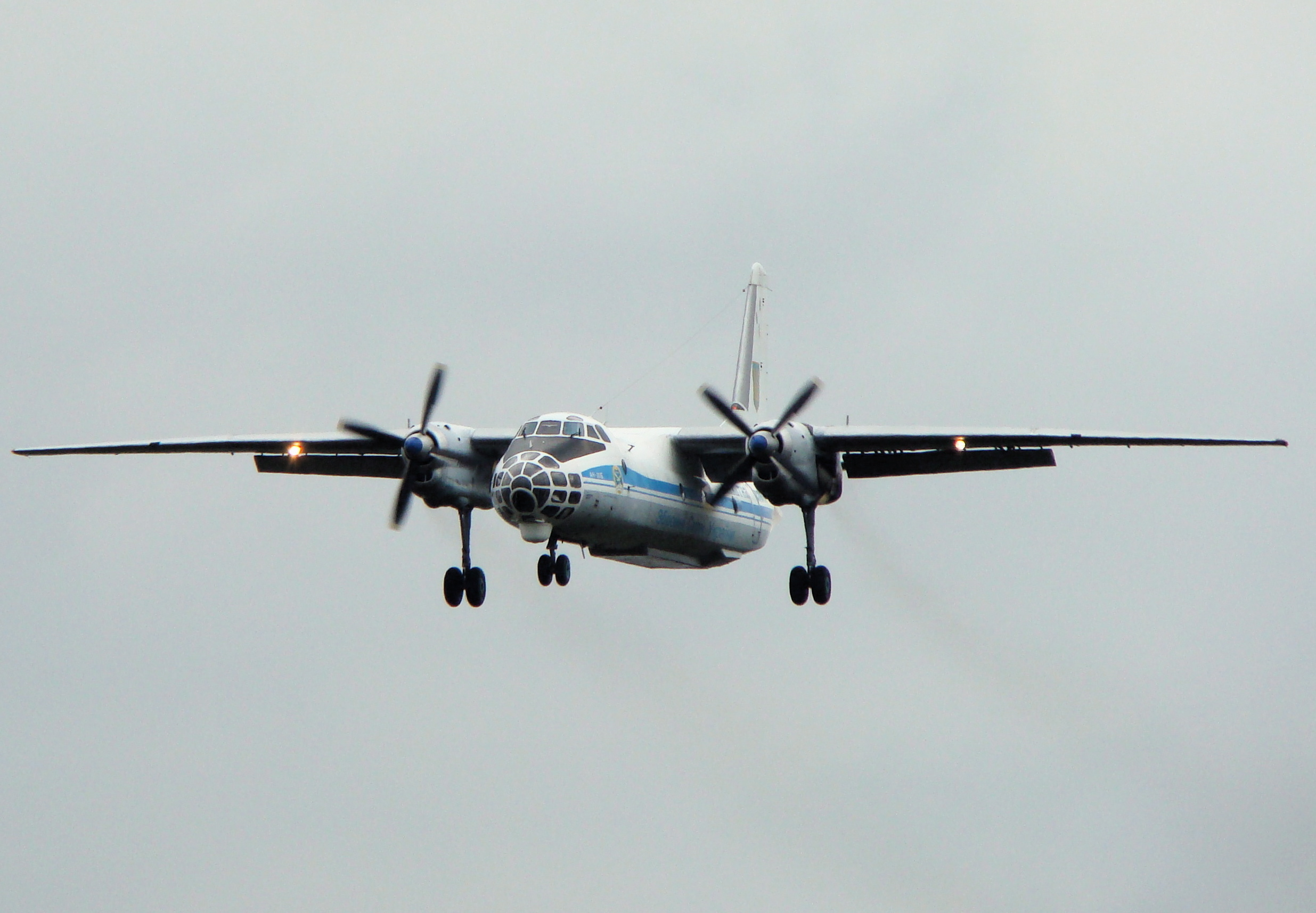
安托諾夫An-30

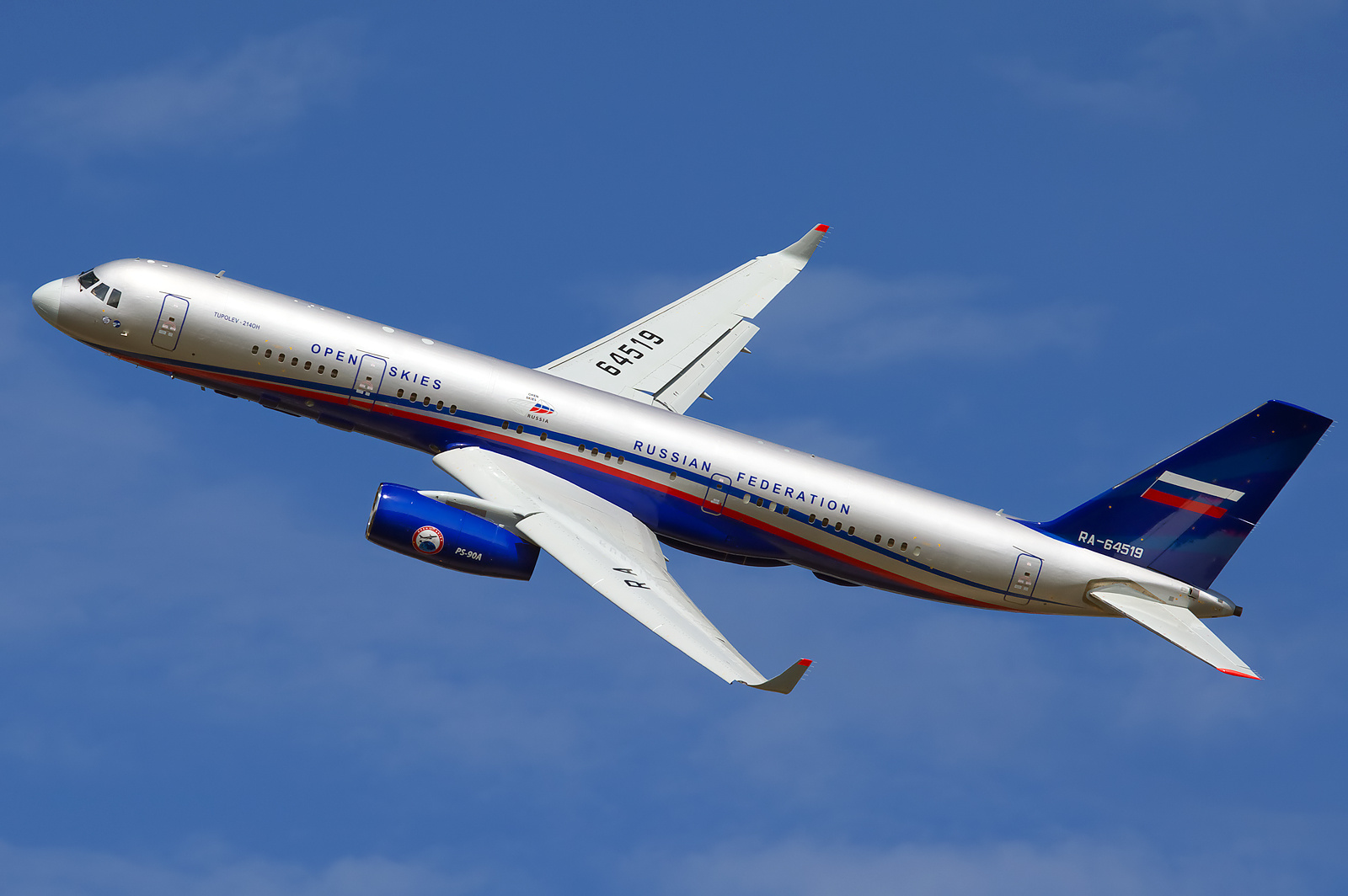
俄罗斯空军圖-204

侦察机可由观察方或被观察方提供。所有开放天空飞机和传感器必须通过特定的认证和飞行前检查程序，以确保其符合条约标准。
官方认证的美国侦察机是OC-135B侦察机。
加拿大使用一架配备“SAMSON”传感器吊舱的C-130运输机在其它缔约国上空飞行。该吊舱是一个经过改装的CC-130油箱，经过改装后可以携带允许的传感器以及相关的机载任务系统。由比利时、荷兰、卢森堡、加拿大、法国、希腊、意大利、葡萄牙和西班牙组成的国家联盟拥有并运营该系统。SAMSON Pod的维护费用根据每个国家的飞行配额和实际使用情况分摊。
保加利亚、罗马尼亚、俄罗斯和乌克兰在飞行侦察中使用安托諾夫An-30。捷克共和国也曾使用过安-30，但在2003年退役了全部安-30。
俄罗斯还使用图-154M-ON侦察机。德国以前也使用这种型号，直到1997年的一次飞行事故中淘汰。俄罗斯正在逐步淘汰安-30和图-154M-ON，被两架注册号为RA-64519和RA-64525的图-214取代。
瑞典使用2004年认证的萨博340飞机（“OS-100”）
直到2008年，认证的英国飞机是一架安多弗C.1（PR）飞机，注册号XS596。英国使用过多种飞机用于侦察，包括萨博340、安-30和OC-135。
2017年，德国空军购买了一架空中客车A319，作为其未来的侦察机。

### 传感器
开放天空飞机可能配备用于日间侦察的摄像头，夜间侦察的红外线扫描仪，以及全天候侦察的合成孔径雷达。图像质量将允许识别主要军事装备（例如，允许成员国区分坦克和卡车），从而使军事力量和军事活动具有显著的透明度。通过成员国之间的协议，可以增加传感器类别并提高能力。开放天空条约中使用的所有传感器必须可供所有缔约国商业使用。图像分辨率限制为30厘米。

### 配额
每个缔约国都有义务根据其被动配额接受观察飞行。每个缔约国可以进行与其被动配额一样多的观测飞行（主动配额）。在生效后的前三年，每个国家都有义务接受不超过其被动配额的75%的观察飞行。由于美国的年度被动配额为42，这意味着在这三年期间，美国每年有义务接受不超过31次的观察飞行。2005年期间，俄白联盟国（为配额分配目的作为一个单一实体）只请求了两次飞越美国的观察飞行。美国有权对俄罗斯或白俄罗斯31个年度观察飞行任务中的8个实施观察飞行。此外，美国有权对乌克兰实施一次观察飞行，信息与加拿大共享。

### 信息共享和实用性
缔约国根据条约规定收集的信息可应任何缔约国的要求提供，但需支付复制费用。因此，每个缔约国可获得的信息远远大于其在条约规定下可以收集的信息。

## 历史
1955年，在与苏联部长会议主席尼古拉·布尔加宁举行的日内瓦会议上，美国总统艾森豪威尔提议美国和苏联对彼此的领土进行空中监视侦察，以向两国保证对方没有准备攻击，但冷战使苏联总书记尼基塔·赫鲁晓夫拒绝了艾森豪威尔的开放天空提议。
34年后，美国总统乔治·赫伯特·沃克·布什重新提出了开放天空的概念，作为在北大西洋公约组织和华沙条约组织之间建立信任和安全的一种手段。1990年2月，在加拿大渥太华举行了一次涉及所有北约和华沙条约组织国家的国际开放天空会议。随后几轮谈判在匈牙利布达佩斯，奥地利维也纳，芬兰赫尔辛基举行。
1992年3月24日，美国国务卿詹姆斯·贝克和23个国家的外交部长在赫尔辛基签署了《开放天空条约》。在俄罗斯和白俄罗斯完成批准程序后，条约于2002年1月2日生效。
1992年11月，乔治·W·布什总统将美国开放天空观察任务的总体培训、管理、领导、协调和支持责任分配给了國防威脅降低局（DTRA）下属的现场检查局（OSIA）。在2002年1月生效之前，DTRA对该条约的支持涉及参与训练和联合试飞（JTF）。截至2003年3月，DTRA已成功认证OC-135B飞机上的16种相机。2002年12月，美国成功在俄罗斯执行了首次“开放天空”任务。
正式的侦察飞行始于2002年8月。在第一年，缔约国进行了67次空中侦察。2004年，缔约国进行了74次侦察，并计划在2005年进行110次空中侦察。2007年3月8日和9日，俄罗斯根据条约对加拿大实施空中侦察。特别协调员办公室继续处理执行观察任务的方式和其他执行问题。
俄罗斯国防部于2016年2月4日表示，土耳其拒绝了计划于2016年1日至5日由俄罗斯执行的开放天空任务，该任务飞越叙利亚附近地区以及北约空军基地。据俄罗斯称，土耳其没有就这些限制作出任何解释，并声称这些限制表明叙利亚境内存在非法军事活动。欧安组织没有对土耳其违反条约的指控发表评论。
到2016年，俄罗斯飞机正在使用升级的设备执行任务。

### 对条约的挑战
俄罗斯和美国都指控对方违反了条约。美国国务卿迈克·蓬佩奥引用了俄罗斯拒绝进入俄罗斯控制的格鲁吉亚地区的说法。2019年9月20日，美国和加拿大被拒绝参加在俄罗斯中部举行的军事演习。

### 美国退约
2019年10月，美国众议院的文件显示，唐纳德·特朗普总统正在考虑退出《开放天空条约》。乌克兰表示反对，担心这将使俄罗斯能够进一步减少或禁止空中侦察，从而减少他们对俄罗斯军事行动的了解。
2020年4月，美国国务卿迈克·蓬佩奥和美国国防部长马克·埃斯珀已同意美国退出《开放天空条约》。2020年5月21日，特朗普总统宣布，由于俄罗斯涉嫌违反该条约，美国将退出该条约。
2020年5月22日，美国提交了退出条约的通知。参议院民主党质疑在2020年美国总统大选前夕退约是否合适。
2020年11月22日，美国宣布六个月退约期限结束，美国不再是缔约国。美国表示将与欧洲盟友分享部分情报和侦察信息，以弥补退约造成的关键信息损失。

### 俄罗斯退约
2021年1月，俄罗斯宣布将效仿美国退出条约。2021年5月，拜登政府通知俄罗斯，不会重新加入该协议；2021年6月7日，俄罗斯总统弗拉基米尔·普京签署了一项法律，正式宣布俄罗斯退出条约。

## 圖集

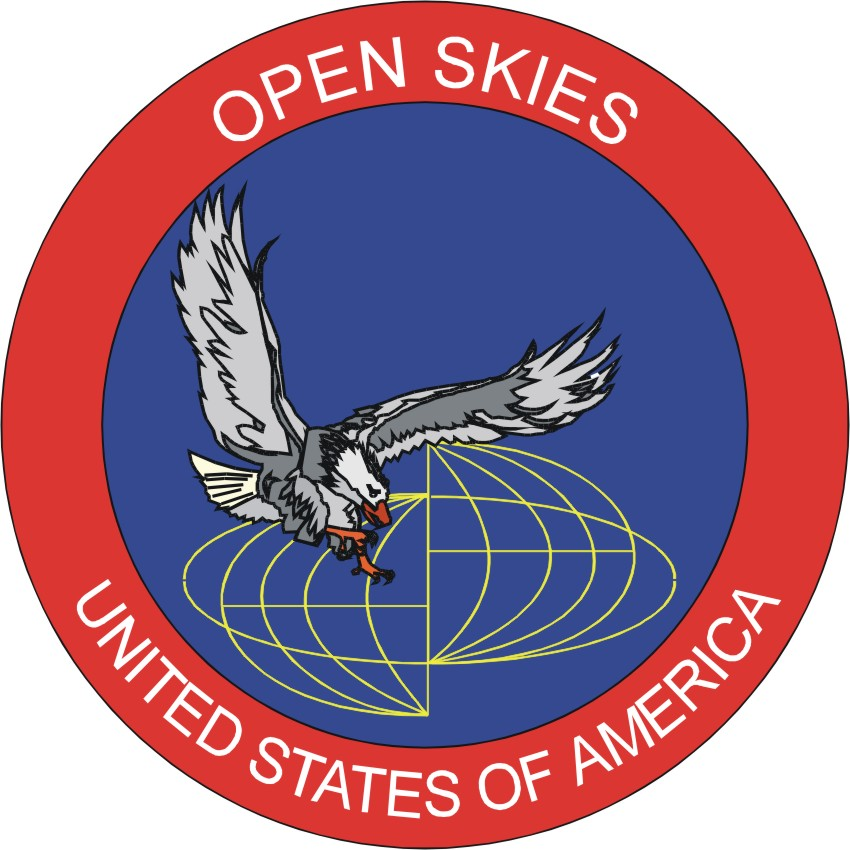
美国空军执行开放天空条约任务标志
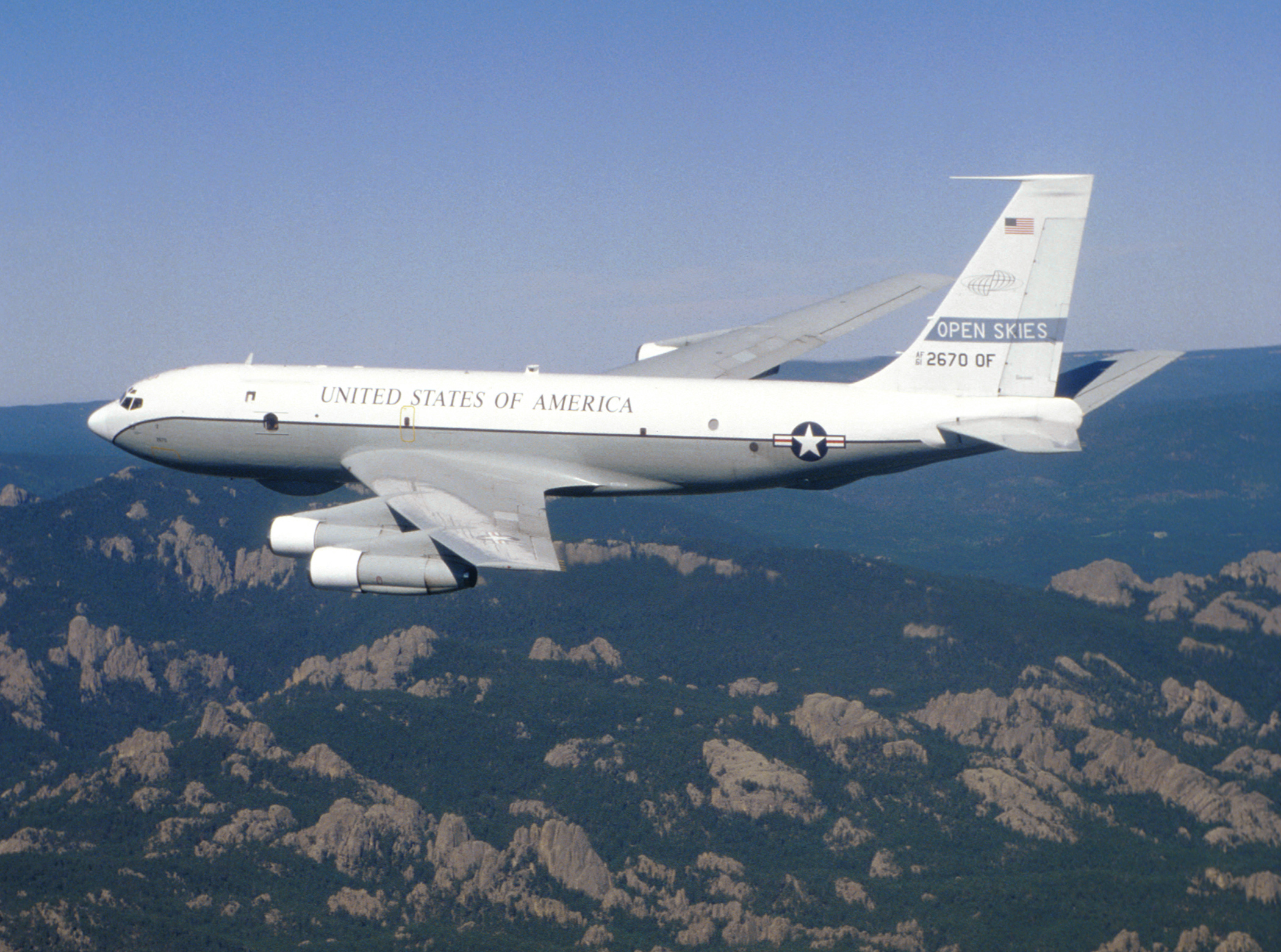
美国空军所属的OC-135B“开放天空”侦察机，专用于执行开放天空条约的非武装飞越任务。
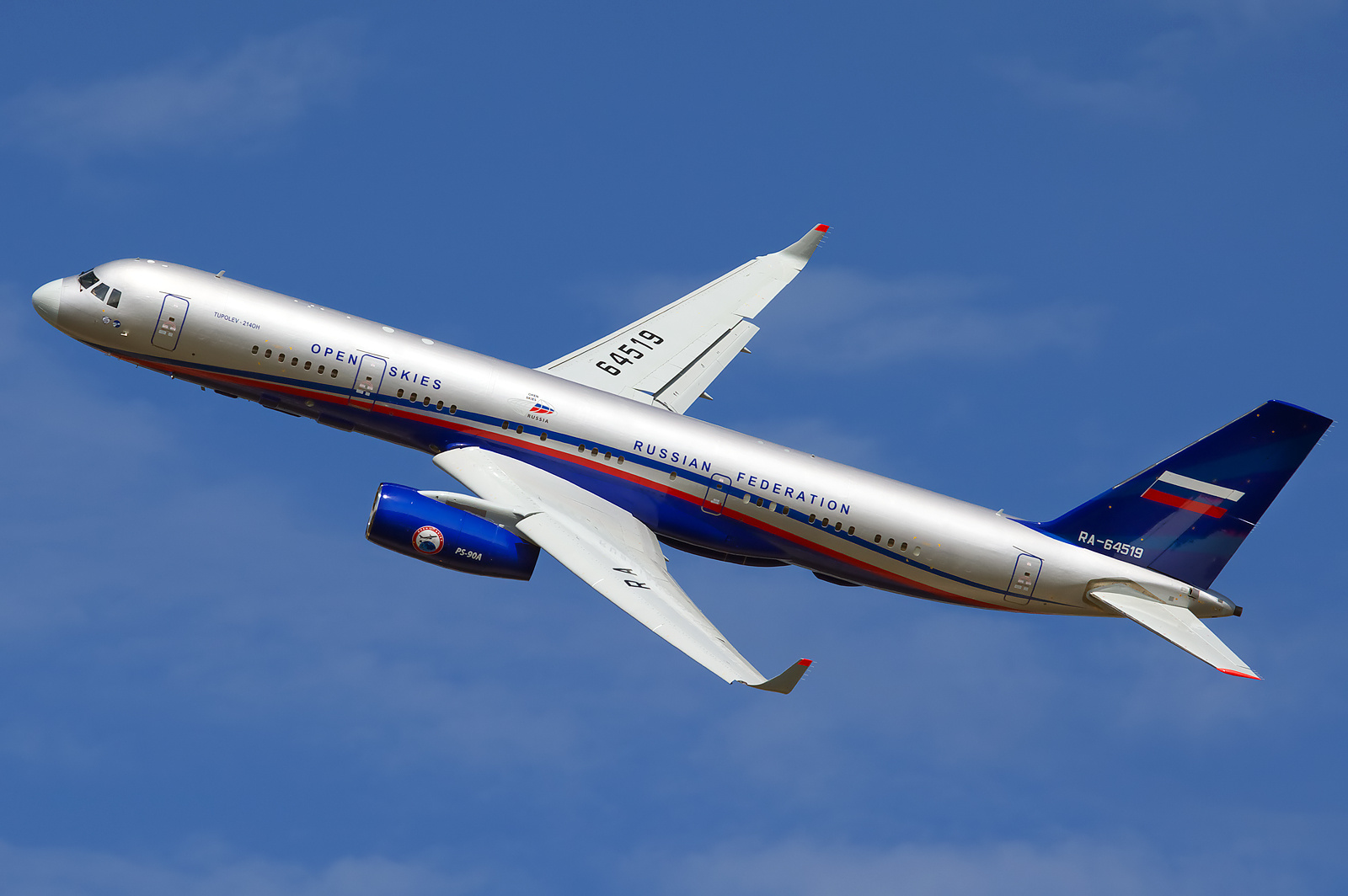
俄罗斯空军所属的图-214ON侦察机，专用于执行开放天空条约的非武装飞越任务。

## 外部連結
- 維基新聞相關報導：Norway and Denmark conducting observation flights over Belarus and Russia
- Photogallery of flights under the Open Skies Treaty （页面存档备份，存于） – on the Organization for Security and Co-operation in Europe website
- YouTube historical video on Open Skies Treaty （页面存档备份，存于）
- Text of the treaty （页面存档备份，存于）
- Open Skies Treaty Factsheet, cns. miis.edu
- Treaty Information (including recent updates) from the Open Skies Media Processing Facility at Wright-Patterson Air Force Base
- "U.S. Starts Air Inspections Over Russian, Belarus Military Objects" MosNews.com June 15, 2005
- Open Skies for Peace in the Age of Nuclear Weapons （页面存档备份，存于） Video and documents about President Eisenhower's open skies proposal.
- Open Skies to Build Trust （页面存档备份，存于） Article in the Cincinnati Post on 1/10/2006
- Eisenhower's Open Skies to Reach 500th Flight
- Relevance of the Open Skies Treaty Program in the Twenty-First Century by Tony D. Holmes, Major, USAF